# 無首牛
無首牛，是臺灣三貂嶺（現新北市瑞芳區、雙溪區之間）的神奇生物，最早記載於柯培元的《噶瑪蘭志略》:5。

## 傳說
記載中記述著，在開荒噶瑪蘭之時兵弁以砲擊開路，在三貂嶺擊中一獸，其獸『形如牛而無首，目與口俱在腹』。